# Mesker-Jurt
Mesker-Jurt (tschetschenisch und russisch Мескер-Юрт; inoffiziell tschetschenisch auch Мескер-Эвла) ist ein Dorf (selo) in der Republik Tschetschenien in Russland mit 10.368 Einwohnern (Stand 14. Oktober 2010).

## Geographie
Der Ort liegt am Nordrand des Großen Kaukasus knapp 20 km Luftlinie südöstlich der Republikhauptstadt Grosny und 5 km südöstlich der Stadt Argun an der Dschalka, einem rechten Nebenfluss der Sunscha.
Mesker-Jurt gehört zum Rajon Schalinski und befindet sich gut 10 km nördlich von dessen Verwaltungszentrum Schali. Das Dorf ist Sitz und einzige Ortschaft der Landgemeinde Mesker-Jurtowskoje selskoje posselenije.

## Geschichte
Einzelheiten zur Entstehung des tschetschenischen Dorfes sind nicht bekannt. Nach der Deportation der tschetschenischen Bevölkerung des Gebietes 1944 wurden dort vorübergehend Bewohner der benachbarten Dagestanischen ASSR angesiedelt, und das Dorf erhielt die russische Bezeichnung Rubeschnoje (von rubesch, einem Wort für Grenze). 1957 wurde die ursprüngliche Bezeichnung wiederhergestellt.

### Bevölkerungsentwicklung
| Jahr | Einwohner |
| ---- | --------- |
| 1970 | 4.460     |
| 1979 | 5.182     |
| 2002 | 11.123    |
| 2010 | 10.368    |

Anmerkung: Volkszählungsdaten

## Verkehr
Durch Mesker-Jurt verläuft die dem Nordrand des Kaukasus zu aserbaidschanischen Grenze folgende föderale Fernstraße R217 Kawkas (ehemals M29), die dort weiträumig südlich und südöstlich die Städte Grosny und Argun umgeht. Sie wird am Westrand des Dorfes von der Regionalstraße (ehemals R306) gekreuzt, die von Argun nach Schali und über das südlich benachbarte Rajonzentrum Wedeno nach Dagestan führt, in Richtung Botlich – Buinaksk. Im Dorf zweigt außerdem die Regionalstraße ab, die zunächst in südöstlicher Richtung durch die großen Dörfer des Kurtschalojewski rajon und dessen Verwaltungssitz Kurtschaloi verläuft und bei Oischara wieder die R217 erreicht.
Die nächstgelegene Bahnstation befindet sich in Argun an der Strecke Gudermes – Grosny.